# Châtenoy (Loiret)
Châtenoy is een gemeente in het Franse departement Loiret (regio Centre-Val de Loire) en telt 420 inwoners (2004). De plaats maakt deel uit van het arrondissement Orléans.

## Geografie
De oppervlakte van Châtenoy bedraagt 26,8 km², de bevolkingsdichtheid is 15,7 inwoners per km².
De onderstaande kaart toont de ligging van Châtenoy (Loiret) met de belangrijkste infrastructuur en aangrenzende gemeenten.

## Demografie
Onderstaande figuur toont het verloop van het inwonertal (bron: INSEE-tellingen).